# Peperomia parasitica
Peperomia parasitica är en pepparväxtart som beskrevs av C. Dc.. Peperomia parasitica ingår i släktet peperomior, och familjen pepparväxter. Inga underarter finns listade i Catalogue of Life.